# 燕樹棠

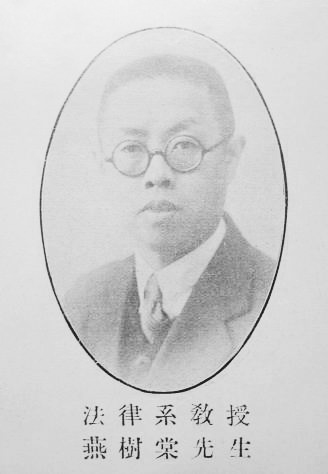
燕树棠

燕树棠（1891年—1984年）字召亭，直隶省定县人。中华民国及中华人民共和国法学家。

## 生平
1914年，燕树棠毕业于北洋大学法科。1916年，燕树棠通过清华学校专科考试，赴美国留学，先后入哈佛大学、哥伦比亚大学、耶鲁大学学习，1917年获哥伦比亚大学法学硕士学位（L.L.M.），1920年获耶鲁大学法理学博士学位（J.S.D.）。
回国后，燕树棠历任北京大学法律学系教授暨系主任，武汉大学法律学系教授暨第一任系主任（燕树棠曾三次到武汉大学任职，三次均任系主任），清华大学法律学系、政治学系教授暨法律学系第一任系主任，西南联合大学法律学系教授暨系主任、系教授会主席，先后主讲过国际私法、国际公法、法理学、宪法、民法概论、民法总则等课。
此外，燕树棠还曾兼任中央法制局编审、宪政实施协进会会员、监察院监察委员、第一届司法院大法官、联合国教育科学文化组织中国委员会第一届委员、中华民国法学会编辑委员会委员等职，负责起草《中华民国民法》亲属编草案，参与修改并讨论《中华民国宪法》草案。
1926年三一八惨案发生后，燕树棠曾状告段祺瑞。1945年抗日战争结束后，在中国的反内战运动中，燕树棠是《国立西南联合大学全体教授为11月25日地方军政当局侵害集会自由事件抗议书》的八名起草委员之一。同年，一二·一惨案发生后，燕树棠为国立西南联合大学法律委员会委员之一，对前云南省警备司令关麟征、国军第五军军长邱清泉等涉案人员提起诉讼。
1949年后，燕树棠在武汉大学法律系编译室、武汉大学图书馆工作，并且兼任湖北省政协委员、湖北省政协政治学习小组副组长、中国对外文化协会武汉分会理事、中国政法学会理事会理事等职。在中共领导的历次政治运动中，燕树棠多次遭到打击迫害。最终获得平反。
1984年2月20日，燕树棠逝世，享年93岁。

## 著作
- 燕树棠，公道、自由与法，清华大学出版社，2007年[1]